# Ворберг (станція метро)
59°16′33″ пн. ш. 17°53′27″ сх. д. / 59.275833° пн. ш. 17.890833° сх. д.
«Ворберг» (швед. Vårberg) — станція Червоної лінії Стокгольмського метрополітену, обслуговується потягами маршруту Т13.
Станцію було відкрито 2 грудня 1967 року як південну кінцеву станцію подовження від Шергольмена. 
1 жовтня 1972 року лінія була продовжена до Фіттья. 

Відстань до Слюссена становить 12.6 км.
Пасажирообіг станції в будень — 8,100  осіб (2019)

Розташування: мікрорайон Ворберг, Седерорт. 
Конструкція: відкрита наземна станція з однією острівною прямою платформою.

## Операції
| Попередня станція     | Лінія | Лінія     | Лінія | Наступна станція       |
| --------------------- | ----- | --------- | ----- | ---------------------- |
| Шергольмен до Ропстен |       | Лінія T13 |       | Ворбю-горд до Норсборг |